# Битва при верхньому Бетисі
Битва при Верхньому Бетісі — військовий конфлікт, що відбувся під час Другої Пунічної війни між Карфагеном і Римською республікою в 211 році до нашої ери. У двох сутичках (Битва при Кастуло та Ілорці), карфагенська армія на чолі з Гасдрубалом Баркою, Магоном Баркою (братами Ганнібала) і Гасдрубалом Гісконом зіткнулося та розгромило римське військо під командуванням Публія Корнелія Сципіона і його брата Гнея Корнелія Сципіона Кальва, в битві, в якій брати Сципіони обидва загинули. До цієї поразки брати перебували в Іспанії протягом семи років (218—211 до н. е.), не даючи іспаномовним ресурсам піти на підтримку Ганнібала, який боровся проти римлян на італійському півострові. Ця битва стала переломним моментом, що призвів до приходу до влади Сципіона Африканського, який зрештою забезпечив перемогу Риму в Іспанії та зробив вирішальний внесок у загальну перемогу в Другій Пунічній війні.

## Історичний контекст
Після поразки під Тічино двом братам Сципіонам було доручено командування військами в Іспанії. Важливість війни в Іспанії для Риму випливала з тієї сили, яку ці володіння надавали ворожому Карфагену. З Піренейського півострова Пунічне місто отримувало велику кількість металу, особливо олова, необхідного для бронзового озброєння, та вербувало велику кількість сухопутних збройних сил серед добровольців та вимушених союзників.

В Іспанії Друга Пунічна війна тягнулася вже кілька років у малих сутичках, і дії Риму передусім запобігли надсиланню допомоги Ганнібалу в Італію. Фактично, не тільки не було відправлено війська з Іспанії, але й багато карфагенських сил було перенаправлено з італійського на іберійський театр воєнних дій. Як каже нам Тіт Лівій: 

"протягом приблизно двох років не було досягнуто абсолютно нічого, що заслуговувало б на пам'ять, і війна велася радше за столом, ніж у полі.

## Стратегічне розташування
Після поразки Гасдрубала Барки в битві при Дертосі навесні 215 р. до н. е. римляни відвоювали свої поселення на північ від річки Ебро і продовжували набувати популярності серед іберійських племен. Звідти вони провели кілька місій пограбування карфагенської території на південь від Ебро, і Публій Корнелій Сципіон навіть пішов до Сагунт в 214 році до нашої ери. З іншого боку, римляни і карфагеняни зіткнулися і придушили ряд іберійських повстань. Брати Сципіони не отримали підкріплення з Італії через тиск, який зазнали самі римляни на своїй території, де ще був встановлений контроль Ганнібал Барка. Під командування Гасдрубала перейшло дві нові армії, якими до цього командували його молодший брат Магона Барки та Гасдрубала Гіскона. Ці нові армії воювали в деяких сутичках, але без вирішальних результатів проти братів Сципіонів протягом 215—211 років до нашої ери. Брати Сципіонів римської армії зазнали поразки. Проте, Братам Сципіонам вдалося переконати короля Нумідії Сіфакс почати бойові дії проти Карфагена в 213 до н. е. з армією, навченою римлянами. Однак ситуація у Іспанії була досить стабільною, щоб Гасдрубал Барка переїхав до Африки, щоб придушити повстання Сіфакса в 213—212 рр. до н. е. Гасдрубал повернувся в Іспанію в кінці 212 р.до н. е., привівши з собою ще 3000 нумідів під командуванням Масінісса, (який згодом став королем Нумідії). У ті ж дні Публій Корнелій Сципіон був оточений не менш великою та новою небезпекою. Подібно до Ганнібала в битві під Тічино з Магарбалом, Гасдрубал накинув нумідійську кінноту свого молодого союзника Массінісси на війська Публія Сципіона. Нумідійський князь не давав римському полководцю перепочинку, не дозволяючи воїнам залишати табір у пошуках фуражів, їжі та дров ні вдень, ні вночі, не зазнаючи постійних нападів.
«часто вночі через його раптові напади жах панував біля воріт та поблизу валу, і не було місця чи часу, коли б римлян не охоплював страх чи тривога, тому вони були змушені залишатися всередині валу, не маючи змоги нічого використовувати».

Таким чином, римляни опинилися в облозі.

## Передумови
Брати Сципіони найняли 20 000 кельтібериських найманців, щоб зміцнити свою армію, яка складалася з 30 000 піхоти і 3000 кавалерії.
«вся надія покладалася на допоміжні війська кельтиберів, добре знаючи нелояльність варварів загалом і зокрема всіх тих народів, серед яких він провів стільки років у боротьбі, […] у ході таємних переговорів він домовився з лідерами кельтиберів, в обмін на значну компенсацію, що вони заберуть звідти війська».
Побачивши, що карфагенські війська були розміщені в різних місцях — Гасдрубал Барка і армія з 15000 чоловік поблизу Амторгіс,  Магон Барка і Гасдрубал Гіскон з 10000 чоловік далі на захід, — брати Сципіон планували розділити свої сили. Публій з армією, яка становила 20 000 римських і союзних солдатів і напав на Маго Барку поблизу [[Кастуло]], а Гней взяв подвійний легіон (10 000 чоловік) і найманців, щоб напасти на Гасдрубала Барку. Ця тактика привела до двох зіткнень: битви при Кастуло і битви при Ілорді, які відбудуться з різницею в кілька днів.
Гней Сципіон досяг своєї мети раніше, але Гасдрубал Барка вже наказав арміям Жискона, Масиніса і союзникам Амторгиса приєднатися до Магона. Гасдрубал утримував свою позицію проти Гнея Сципіона, залишаючись в укріпленому таборі, а потім зумів підкупити кельтіберських найманців, і ті покинули римську сторону. Це змусило військо Гасдрубала перевершити військо Гнея Сципіона.

## Битва при Кастуло
Коли Публій Сципіон наближався до Кастуло, його вдень і вночі переслідувала легка нумідійська кіннота, якою командував Масініса. Коли йому повідомили, що Індібіл рухається з 7500 іберійцями до своєї лінії відступу, Публій вирішив не стикатися з Маго і атакувати іберійського лідера, побоюючись бути оточеним карфагенськими силами. Він залишив 2000 солдатів у таборі під командуванням легата Тиберія Фонтеуса і напав серед ночі. Сципіон йшов зі своєю армією всю ніч і застав іберів зненацька на світанку. Завдяки своїй чисельній перевазі в 18 000 чоловік проти 7500 він виграв ініціативу. Однак іберійцям вдалося утримати римлян досить довго, завдяки плутанині битви і тому, що там було ще мало світла, аж до приходу Масиніса, якого Сципіон сподівався уникнути, але який нарешті виявив рух військ. З нападом нумідійської кінноти з флангу римська атака почала слабшати. Коли Маго, Гасдрубал та Гіскон прибули зі своїми військами, римляни в кінцевому підсумку розбили ряди і втекли, залишивши Публія Сципіона і багатьох його товаришів мертвими на полі бою. Маго дав нумідійцям час, щоб награбувати здобич перед маршем з армією до позицій Гасдрубала Барки, і деяким римським вцілілим вдалося досягти табору.
« Командир, биючись і закликаючи, і оголюючи себе там, де йому було найбільше труднощів, був пронизаний списом у правий бік [ 3 ] […] Коли командир загинув, негайно почалася втеча з поля бою […] і ніхто б не вижив, якби, оскільки день вже переходив у вечір, не втрутилася ніч».
Livio— XXV, 34.10 « Командир , биючись і закликаючи, і оголюючи себе там, де йому було найбільше труднощів, був пронизаний списом у правий бік [ 3 ] [...] Коли командир загинув, негайно почалася втеча з поля бою [...] і ніхто б не вижив, якби, оскільки день вже переходив у вечір, не втрутилася ніч».
.

## Битва при Ілорці
Гней Сципіон втратив чисельну перевагу після дезертирства своїх найманців. Незважаючи на те, що він все ще не знав про трагічну долю свого брата Публія, Гней вирішив відступити на північ від Іспанії, коли Маго і Асдрубал Гіскон прибули зі своїми арміями. Римляни покинули свій табір серед ночі, залишивши вогнища палаючими, і попрямували до безпеки, пропонованої річкою Гвадалквівір. Однак нумідійці застали їх на наступний день, і римляни були змушені захищатися на пагорбі біля Ілорчі від карфагенських нападів, зупиняючись там на ніч.
«Але пагорб був такий безплідний, а земля така нерівна, що не було ні саджанців, придатних для вирізання кілків, ні землі, придатної для виготовлення дерну, копання рову чи будь-яких інших укріплювальних споруд, а природна конформація місця ніде не була достатньо крутою чи нерівною […] Однак, щоб створити якусь подобу частоколу для захисту, вони розташували в'ючні сідла, прив'язані до своїх вантажів, ніби зводили його, доки вони не досягли звичайної висоти, а багаж усіх видів був складений, щоб забезпечити укриття там, де закінчилися в'ючні сідла для встановлення».
Основна армія прибула вночі, зібравши в одному блоці сили Гасдрубала Барки, Гасдрубала Гіскона та Магона Барки.. У відчайдушній обороні римляни намагалися побудувати оборонну стіну, використовуючи своє польове обладнання, оскільки місцевість була занадто скелястою, щоб копати оборону. Карфагеняни без проблем подолали цю імпровізовану оборону і знищили значну частину армії в наступній битві. Гней Сципіон також загинув у битві.
"Дехто каже, що Сципіона було вбито на пагорбі на початку ворожого штурму; інші, які знайшли притулок з кількома чоловіками у вежі поблизу табору; що навколо нього було підпалено, і таким чином, оскільки двері, які не зміг вибити жоден штурм, були знищені вогнем, його було захоплено, а всіх, хто знаходився всередині, включаючи самого командира, було вбито. Гн. Сципіона вбили через сім років після його прибуття до Іспанії, через двадцять вісім днів після смерті його брата.

## Наслідки
Тит Лівій згадує, що, за словами анналіста Клавдія Квадригарія, їх убили, приблизно 7000 ворогів було захоплено в полон, і була завойована величезна здобич. Серед викрадених речей був також срібний щит вагою 137 фунтів (майже 45 кілограмів) із зображенням Гасдрубала Барки. Цей трофей, який називався Марсіанським щитом, залишався на Капітолійському пагорбі, доки храм не був спалений.
За словами іншого автора був узятий лише табір Магона.7000 ворогів було вбито, а в другій битві табір Гасдрубала був узятий.10 000 вбитих ворогів і 4330 в'язнів. Зрештою, він повідомляє, що, за словами Луцій Кальпурній Пізон Фруджі, їх убили в засідці.5000 ворогів, поки Магон переслідував відступаючих римлян. Після цього успіху, який деякі сучасні історики ставлять під сумнів, здається, що ситуація в Іспанії на деякий час заспокоїлася, оскільки обидві сторони вагалися зробити перший крок після стількох поразок, зазнаних та завданих супротивнику.

## Наступні дії
Римляни втекли на північ від Ебро, де, нарешті, зібрали армію близько 8000 солдатів. Карфагенські командири, зі свого боку, не вжили жодних скоординованих заходів, щоб відправити допомогу Ганнібалу Барці.
Наприкінці 211 року Рим послав ще близько 10 000 солдатів під командуванням Клавдія Нерона для посилення армії в Іспанії. Нерон не домігся жодної перемоги, хоча карфагенянам також не вдалося здійснити скоординований наступ на римлян на півострові. Карфагеняни пізніше пошкодували, що не скористалися цією можливістю, оскільки з приходом Сципіона Африканського, сина Публія Сципіона — зрештою, Карфагеняни будуть розбиті в битві при Картахені в 209 році до нашої ери.